# Pedra da Gavea

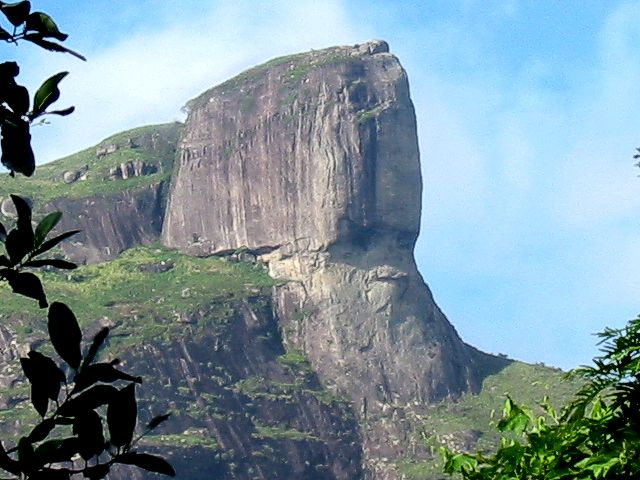
Pedra da Gavea, Rio de Janeiro: "Oczy" "twarzy" skierowane są na ocean, "napis" widać po lewej

Pedra da Gávea (dosłownie "Skała Marsla") – formacja skalna wznosząca się na wysokość 842 m n.p.m., która znajduje się na terenie parku Floresta da Tijuca w Rio de Janeiro. Skała zbudowana jest z gnejsów i granitów, a w związku ze swą lokalizacją na brzegu Atlantyku i brakiem pokrywy roślinnej poddawana jest od tysiącleci nasilonej erozji. Prawdopodobnie erozja spowodowała powstanie na pionowej ścianie skierowanej na ocean naturalnej rzeźby stanowiącej imitację ludzkiej twarzy – pareidolicznego symulakrum. Na przestrzeni minionych stu kilkudziesięciu lat wysnuwano rozmaite teorie odnoszące się do wyglądu skały, ale badania archeologiczne nie potwierdziły jak dotąd podejrzeń, że jest dziełem człowieka.
Należy jednak podkreślić, że skała jest widoczna z morza i stanowi doskonały punkt odniesienia w nawigacji.

## Tajemniczy napis

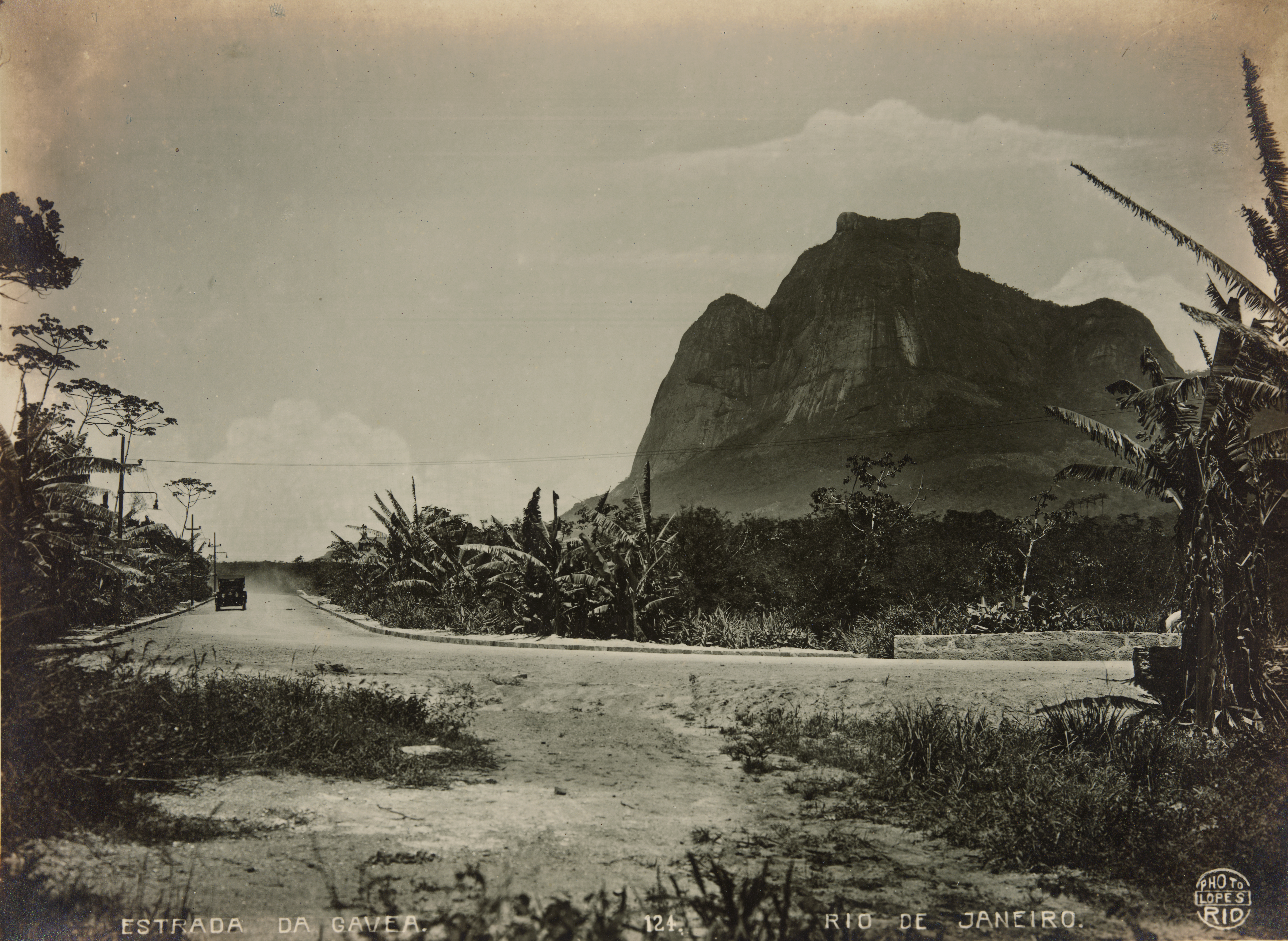
Droga Pedra da Gávea (1920-1930).

Na prawej względem "twarzy" powierzchni skały, tuż pod szczytem, znajdują się znaki, odkryte w 1839, rzekomo w języku fenicjan, semickiego ludu zamieszkującego w starożytności wybrzeża dzisiejszych Syrii i Libanu. Język ten znany jest współczesnej nauce wyłącznie z zachowanych inskrypcji. W 1928 archeolog Bernardo A. Silva Ramos (1858 — 1931) odczytał napis jako:
LAABHTEJBARRIZDABNAISINEOFRUZT
Przyjmując, że najbliższym fenickiemu był język hebrajski, napis, czytany od prawej ku lewej, mógłby głosić "TZUR FOENISIAN BADZIR RAB JETHBAAL", co dałoby się przetłumaczyć jako Tyr(yjczyk) Fenicjanin Badzir pierworodny Jethbaal(a), a mogłoby odnosić się to do władcy fenickiego Badzira, żyjącego w połowie IX wieku p.n.e., a o którym de facto nic pewnego nie wiadomo.
Napis nastręcza badaczom wielu domysłów i problemów, wśród których najpoważniejszym jest fakt, że Fenicjanie nie nazywali siebie Fenicjanami lecz Knaˁn (Kanaanejczykami), a termin Foenisian pochodzi z antycznej greki i wywodzi się od purpury, barwnika, z którego słynął Tyr. Na dodatek litery są mało czytelne, w związku z czym zachodzą dodatkowe poważne wątpliwości: czy to erozja spowodowała ich uszkodzenie, czy też odwrotnie – była ich "twórcą". Fałszerstwo należy prawdopodobnie wykluczyć, przede wszystkim ze względu na wielkość liter i długość napisu, chociaż również to nie jest to do końca pewne.

## Wątpliwości
O istnieniu napisu opinia światowa dowiedziała się dopiero w XIX wieku i od razu z sugestią, że pochodzi z czasów prekolumbijskich. W XIX wieku badania nad dziejami i kulturą Fenicjan były mocno zaawansowane i nawet studenci-amatorzy posiadali odpowiednią wiedzę na ich temat. Tajemniczy napis po raz pierwszy uznano za sporządzony w języku fenickim, w pierwszych latach niepodległości Brazylii rządzonej przez cesarza Pedra I, kiedy to zaistniała potrzeba budowy legendy brazylijskiego imperium.
Starożytni Fenicjanie byli znakomitymi żeglarzami. Jest niemal pewne, że za panowania faraona Necho II opłynęli kontynent afrykański. Nie wiadomo jednak, czy mogli, 2400 lat przed Kolumbem, dotrzeć do wybrzeży Ameryki. Zakładając jednak, że jakaś fenicka ekspedycja rozbiła się w okolicach Rio de Janeiro w IX wieku p.n.e., wydaje się wątpliwym, by zamiast zbudować statek/statki zdolne do powrotu, jej uczestnicy przekuli ogromną skałę w znak informujący o wydarzeniu (katastrofie), jak przedstawia to jedna z hipotez.